# Tidsaxel över händelser i Gamla Testamentet
I Moseböckerna (framför allt första Mosebok) i Bibeln redogörs för de behandlade personernas släkttavlor. Dessa redogörelser innehåller information om hur gamla personerna var, när deras arvtagare föddes samt hur gamla de blev, innan de dog. Dessa uppgifter kan sammanställas till en tidsaxel där Gamla Testamentets händelser placeras i kronologisk ordning.
Bland världens kristna och judar finns stor variation i hur man tolkar dessa siffror; medan somliga ser en sådan här tidsaxel som en sann beskrivning av mänsklighetens historia är det andra, som menar att den bygger på en felaktigt bokstavlig tolkning av skrifterna.
Denna sammanställning är framtagen ur de uppgifter som finns i 1 Mosebok samt ett antal andra böcker i Gamla Testamentet. Årtalen som anges här är år efter Skapelsen (e.S.) och följer den masoretiska texten om inget annat anges (Septuaginta placerar skapelsen drygt 1500 år tidigare än den masoretiska texten). Det kan noteras att den judiska kalendern anger en avvikande epok. Årtalet inom parentes avser troligt årtal enligt den gregorianska kalendern, under förutsättning att Jerusalems fall ägde rum 586 f.Kr.
- 0    (3950 f.Kr.) - Adam (generation 1) skapas.
- före 130 e.S. (före 3820 f.Kr.) -  Adam och Eva får två söner, Kain och Abel. Kain mördar Abel.
- 130  (3820 f.Kr.) - Adam och Eva får en son, Set (generation 2) som blir stamfader till Noa.
- 235  (3715 f.Kr.) - Set får en son, Enos (generation 3)
- 325  (3625 f.Kr.) - Enos får en son, Kenan (generation 4)
- 395  (3555 f.Kr.) - Kenan får en son, Mahalael (generation 5)
- 460  (3490 f.Kr.) - Mahalael får en son, Jered (generation 6)
- 622  (3328 f.Kr.) - Jered får en son, Henok (generation 7)
- 687  (3263 f.Kr.) - Hanok får en son, Metusela (generation 8)
- 874  (3076 f.Kr.) - Metusela får en son, Lemek (generation 9)
- 930  (3020 f.Kr.) - Adam dör 930 år gammal
- 987  (2963 f.Kr.) - Hanok tas upp till Gud vid 365 års ålder och finns inte mer på jorden
- 1042 (2908 f.Kr.) - Set dör 912 år gammal
- 1056 (2894 f.Kr.) - Lemek får en son, Noa (generation 10)
- 1140 (2810 f.Kr.) - Enos dör 905 år gammal
- 1235 (2715 f.Kr.) - Kenan dör 910 år gammal
- 1290 (2660 f.Kr.) - Mahalael dör 895 år gammal
- 1422 (2528 f.Kr.) - Jered dör 962 år gammal
- 1556 (2394 f.Kr.) - Noa får tre söner: Sem, Ham och Jafet (generation 11)
- 1651 (2299 f.Kr.) - Lemek (Noas far) dör 777 år gammal
- 1656 (2294 f.Kr.) - Metusela (Noas farfar och den äldsta människan enligt Bibeln) dör samma år som floden kommer, 969 år gammal.
- 1656 (2294 f.Kr.) - Syndafloden kommer
- 1658 (2292 f.Kr.) - Sem får en son, Arpaksad två år efter floden (generation 12)
- 1693 (2257 f.Kr.) - Arpaksad får en son, Sela (generation 13)
- 1723 (2227 f.Kr.) - Sela får en son, Eber (generation 14)
- 1757 (2193 f.Kr.) - Eber får en son, Peleg (generation 15)
- 1787 (2163 f.Kr.) - Peleg får en son, Regu (generation 16)
- 1819 (2131 f.Kr.) - Regu får en son, Serug (generation 17)
- 1849 (2101 f.Kr.) - Serug for en son, Nahor (generation 18)
- 1878 (2072 f.Kr.) - Nahor får en son, Tera (generation 19)
- 1948 (2002 f.Kr.) - Tera får en son, Abraham (generation 20)
- 1958 (1992 f.Kr.) - Sara (Abrahams hustru) föds
- 1996 (1954 f.Kr.) - Peleg (generation 15) dör 239 år gammal
- 1997 (1953 f.Kr.) - Nahor (generation 18) dör 148 år gammal
- 2006 (1944 f.Kr.) - Noa (generation 10) dör 950 år gammal
- 2023 (1927 f.Kr.) - Abraham drar ut ur Haran (1 Mos 12:4)
- 2026 (1924 f.Kr.) - Regu (generation 16) dör 239 år gammal
- 2034 (1916 f.Kr.) - Abraham får en son med Hagar, Ismael (generation 21)
- 2048 (1902 f.Kr.) - Abraham får en son med Sara, Isak (generation 21)
- 2049 (1901 f.Kr.) - Serug (generation 17) dör 230 år gammal
- 2083 (1867 f.Kr.) - Tera (generation 19) dör 205 år gammal
- 2085 (1865 f.Kr.) - Sara dör 127 år gammal
- 2088 (1862 f.Kr.) - Isak gifter sig vid 40 års ålder med Rebecka
- 2096 (1854 f.Kr.) - Arpaksad (generation 12) dör 438 år gammal
- 2108 (1842 f.Kr.) - Isak får två söner med Rebecka: Esau och Jakob (generation 22)
- 2123 (1827 f.Kr.) - Abraham (generation 20) dör 175 år gammal[2]
- 2126 (1824 f.Kr.) - Sela (generation 13) dör 433 år gammal
- 2156 (1794 f.Kr.) - Sem (generation 11), som var 100 år när floden kom, dör 600 år gammal
- 2187 (1763 f.Kr.) - Eber (generation 14) dör 464 år gammal
- ca 2150-2200 (ca 1800-1750 f.Kr.) - Jakob får tolv söner: 
  - med Lea: Ruben, Simon, Levi, Juda, Isaskar och Sebulon.
  - med Rakel: Josef och Benjamin.
  - med Bilhas, Rakels slavinna: Dan och Naftali.
  - med Silpas, Leas slavinna: Gad och Asher. (generation 23)
- 2228 (1722 f.Kr.) - Isak dör 180 år gammal[3]
- ca 2230 (ca 1720 f.Kr.) - Levi får en son i Kanaan, Kehat (generation 24). Kehat blir 133 år.
- 2238 (1712 f.Kr.) - Jakob flyttar vid 130 års ålder till Egypten med sin familj (1 Mos 46:8-27)
- 2255 (1695 f.Kr.) - Jakob (generation 22) dör i Egypten 147 år gammal[4]
- ca 2300 (ca 1650 f.Kr.) - Kehat får en son i Egypten, Amram (generation 25)
- ca 2310 (ca 1640 f.Kr.) - Josef dör i Egypten 110 år gammal[5]
- 2373 (1577 f.Kr.) - Amram får två söner i Egypten, Aron och Mose (generation 26). Amram blir 137 år
- 2453 (1497 f.Kr.) - Israels barn drar ut ur Egypten och tar emot lagen på Sinai 430 år sedan Abraham fått ett löfte av Gud och drog ut ur Haran (1 Mos 12:1-4, Gal 3:17, m.fl.). Med har de Josefs kvarlevor som ska begravas i Kanaans land (nuvarande Israel/Palestina). Det osyrade brödets högtid (påsk) börjar firas till minne av befrielsen från slaveriet i Egypten.
- 2493 (1457 f.Kr) - Mose dör 120 år gammal och Israels barn går över floden Jordan in i Kanaans land samt intar Jeriko
- ca 2550-2849 (ca 1400-1101 f.Kr) - Israels 12 domare: Otniel, Ehud, Shamgar, Debora, Barak, Gideon, Tola, Jair, Jefta, Ivsan, Elon, Avdon och Simson
- 2849 (1101 f.Kr.) - Saul smörjs till Israels förste kung och regerar i 40 år
- 2889 (1061 f.Kr.) - David smörjs till kung i Israel och regerar i 40 år
- 2929 (1021 f.Kr.) - Davids son Salomo blir kung i Israel och regerar i 40 år
- 2933 (1017 f.Kr.) - Salomo inleder det bygget av Jerusalems tempel under sitt fjärde regeringsår, 480 år efter Israels uttåg ur Egypten (1 Kung 6:1)
- 2969 (981 f.Kr.) - Rehabeam blir kung i Juda rike (det södra riket sedan landet splittrats efter Salomos död) och regerar i 17 år, Jerobeam blir kung i Israel (det norra riket) och regerar i ca 22 år
- 2986 (964 f.Kr.) - Aviam blir kung i Juda rike och regerar i 3 år
- 2989 (961 f.Kr.) - Asa blir kung i Juda rike och regerar i 41 år
- 2991 (959 f.Kr.) - Nadab blir kung i Israel och regerar i ca 2 år
- 2992 (958 f.Kr.) - Baesa blir kung i Israel och regerar i ca 24 år
- 3018 (935 f.Kr.) - Ela blir kung i Israel och regerar i ca 2 år
- 3019 (934 f.Kr.) - Simri blir kung i Israel och regerar i 7 dagar
- 3019 (934 f.Kr.) - Tibni och Omri blir kungar över varsin hälft av Israels land (Kungariket Israel och Juda rike) (1 Kung 16:21)
- 3027 (923 f.Kr.) - Ahab blir kung i Israel och regerar i ca 22 år
- 3030 (920 f.Kr.) - Profeten Elia utmanar Baals profeter på berget Karmel (1 Kung 18)
- 3030 (920 f.Kr.) - Josafat blir kung i Juda rike och regerar i 25 år
- 3048 (902 f.Kr.) - Ahasja blir kung i Israel
- 3049 (901 f.Kr.) - Joram blir kung i Israel
- 3055 (895 f.Kr.) - Joram blir kung i Juda rike och regerar i 8 år
- 3062 (888 f.Kr.) - Jehu blir kung i Israel
- 3063 (887 f.Kr.) - Ahasja blir kung i Juda rike och regerar i 1 år
- 3064 (886 f.Kr.) - Atalja, Ahasjas mor, regerar i Juda rike i 7 år
- 3071 (879 f.Kr.) - Joas blir kung i Juda rike och regerar i 40 år
- 3091 (859 f.Kr.) - Joahas blir kung i Israel
- 3107 (843 f.Kr.) - Joas blir kung i Israel
- 3111 (839 f.Kr.) - Amasja blir kung i Juda rike och regerar i 29 år
- 3124 (826 f.Kr.) - Jerobeam II blir kung i Israel
- 3140 (810 f.Kr.) - Ussia blir kung i Juda rike och regerar i 52 år
- 3165 (785 f.Kr.) - Anarki råder i Israel
- 3176 (774 f.Kr.) - Sakaria blir kung i Israel och regerar i 6 månader
- 3177 (773 f.Kr.) - Sallum blir kung i Israel och regerar i 1 månad
- 3177 (773 f.Kr.) - Menahem blir kung i Israel
- 3188 (762 f.Kr.) - Pekahja blir kung i Israel
- 3190 (760 f.Kr.) - Pekah blir kung i Israel
- 3192 (758 f.Kr.) - Jotam blir kung i Juda rike och regerar i 16 år
- 3208 (742 f.Kr.) - Ahas blir kung i Juda rike och regerar i 16 år
- 3210 (740 f.Kr.) - Anarki råder i Israel
- 3219 (731 f.Kr.) - Hosea blir kung i Israel
- 3224 (726 f.Kr.) - Hiskia blir kung i Juda rike och regerar i 29 år
- 3228 (722 f.Kr.) - Huvudstaden i det norra riket, Samaria, faller i assyriernas händer och Israels rike upphör att existera
- 3253 (697 f.Kr.) - Manasse blir kung i Juda rike och regerar i 55 år
- 3308 (642 f.Kr.) - Amon blir kung i Juda rike och regerar i 2 år
- 3310 (640 f.Kr.) - Josia blir kung i Juda rike och regerar i 31 år
- 3338 (612 f.Kr.) - Assyriens fall
- 3341 (609 f.Kr.) - Johas blir kung i Juda rike och regerar i 3 månader, avsätts av Egyptens farao Neko
- 3341 (609 f.Kr.) - Jojakim blir kung i Juda rike och regerar i 11 år
- 3344 (606 f.Kr.) - Jerusalem belägras av Nebukadnessar II och Daniel bortförs till Babel (Daniels bok, kap 1)[förtydliga]
- 3352 (598 f.Kr.) - Jojakin blir kung i Juda rike och regerar i 3 månader och 10 dagar, avsätts av kungen i Babel, Nebukadnessar II som istället tillsätter Jojakins bror Sidkia som kung i Juda rike. Sidkia regerar i 11 år (2 Krönikeboken, kap 36)
- 3357 (593 f.Kr.) - Profeten Hesekiel framträder
- 3363 (586 f.Kr.) - Huvudstaden i Juda rike, Jerusalem, faller i babyloniernas händer
- 3391 (559 f.Kr.) - Kyros II blir kung i Persien
- 3411 (539 f.Kr.) - Babylon faller för perserkungen Kyros II, Belshassars gästabud (Daniels bok, kap 5)
- 3412 (538 f.Kr.) - Serubbabel återvänder till Israel från den babyloniska fångenskapen, templet i Jerusalem börjar återuppbyggas
- 3420 (530 f.Kr.) - Kambyses blir kung i Persien
- 3428 (522 f.Kr.) - Dareios I blir kung i Persien
- 3430 (520 f.Kr.) - Profeterna Haggai och Sakarja framträder i Juda
- 3464 (486 f.Kr.) - Xerxes I (Ahasveros) blir kung i Persien
- 3467 (483 f.Kr.) - Xerxes I (Ahasveros) anordnar ett gästabud och blir förödmjukad av drottningen (Esters bok, kap 1)
- 3471 (479 f.Kr.) - Ester blir drottning i Persien (Esters bok, kap 2)
- 3476 (474 f.Kr.) - Hamans komplott mot judarna i Persien avvärjs (Esters bok, kap 3-8)
- 3477 (473 f.Kr.) - Purimfesten börjar firas till minne av hur judarna räddades från utplåning (Esters bok, kap 9)
- 3486 (464 f.Kr.) - Artaxerxes I blir kung i Persien, profeten Malaki framträder i Juda
- 3492 (458 f.Kr.) - Esra återvänder till Israel
- 3505 (445 f.Kr.) - Nehemja återvänder till Isra
- 3528 (424 f.Kr.) - Xerxes II regerar Persien i 45 dagar och blir sedan mördad
- 3527 (423 f.Kr.) - Dareios II blir kung i Persien
- 3546 (404 f.Kr.) - Artaxerxes II blir kung i Persien
- 3592 (358 f.Kr.) - Artaxerxes II dör?
- 3617 (333 f.Kr.) - Alexander den store besegrar den persiske kungen Dareios III i Slaget vid Issos
- 3627 (323 f.Kr.) - Alexander den store dör i Nebukadnessar IIs palats i Babylon
- 3775 (175 f.Kr.) - Antiochos IV Epifanes regerar i Palestina
- 3782 (168 f.Kr.) - Antiochos IV Epifanes skändar Jerusalems tempel
- 3784 (166 f.Kr.) - Mackabéerna leder upproret mot Antiochos IV Epifanes och uppnår självständighet för Juda
- 3785 (165 f.Kr.) - Jerusalems tempel renas
- 3887 (63 f.Kr.)  - Pompejus utvidgar provinsen Syrien med Juda och erövrar Jerusalem
- 3902 (48 f.Kr.)  - Julius Caesar regerar i Rom
- 3906 (44 f.Kr.)  - Julius Caesar mördas den 15 mars
- 3913 (37 f.Kr.)  - Herodes den store regerar i Jerusalem
- 3923 (27 f.Kr.)  - Augustus tillträder som romarrikets förste kejsare
- ca 4 f.Kr. - Jesus föds i Betlehem i Palestina
- 4 f.Kr.  - Herodes den store dör
- 14 e.Kr. - Augustus dör i Rom och efterträds av Tiberius som romersk kejsare